# Championship League 2008
Championship League 2008 var en inbjudningsturnering i snooker som spelades i Stock, Essex i England under sammanlagt fyra perioder våren 2008. Finalgruppen spelades 14 - 15 maj. Vinnaren Joe Perry fick en friplats i Premier League hösten 2008.

## Format
Championship League 2008 bestod av sju grupper plus en finalgrupp som avgjordes efter varandra. Varje grupp bestod av sju spelare där alla mötte alla i matcher som spelades i bäst av fyra frames. Vinnaren i varje grupp fick spela i finalgruppen, medan övriga semifinalister samt femman i varje grupp gick vidare till nästa grupp, där de fick möta tre "nya" spelare.

## Resultat, finalgruppen
Finalgruppen avgjordes 14 - 15 maj 2008. De sju spelare som hade kvalificerat sig dit genom att vinna varsin grupp var Ken Doherty, Mark Selby, Ryan Day, Joe Perry, Mark King, Shaun Murphy och Anthony Hamilton.
I finalgruppen spelade de, liksom tidigare, alla mot alla i matcher som var bäst av fyra frames. De fyra första gick till semifinal och final, som spelades i bäst av fem frames.

### Tabell
|                  | V | O | F | Frames  | Poäng |
| Ryan Day         | 4 | 1 | 1 | 15 - 9  | 9     |
| Mark Selby       | 4 | 0 | 2 | 15 - 9  | 8     |
| Shaun Murphy     | 4 | 0 | 2 | 15 - 9  | 8     |
| Joe Perry        | 1 | 3 | 2 | 11 - 13 | 5     |
| Ken Doherty      | 2 | 1 | 3 | 11 - 13 | 5     |
| Mark King        | 1 | 2 | 3 | 9 - 15  | 4     |
| Anthony Hamilton | 1 | 1 | 4 | 8 - 16  | 3     |

### Slutspel
|  | Semifinaler: Bäst av 5 frames 15.5.2008 | Semifinaler: Bäst av 5 frames 15.5.2008 | Semifinaler: Bäst av 5 frames 15.5.2008 |            |   | Final: Bäst av 5 frames 15.5.2008 | Final: Bäst av 5 frames 15.5.2008 | Final: Bäst av 5 frames 15.5.2008 |  |
|  |                                         |                                         |                                         |            |   |                                   |                                   |                                   |  |
|  | 1                                       | Ryan Day                                | 1                                       |            |   |                                   |                                   |                                   |  |
|  | 1                                       | Ryan Day                                | 1                                       |            |   |                                   |                                   |                                   |  |
|  | 4                                       | Joe Perry                               | 3                                       |            |   |                                   |                                   |                                   |  |
|  | 4                                       | Joe Perry                               | 3                                       |            | 4 | Joe Perry                         | 3                                 |                                   |  |
|  |                                         |                                         |                                         |            | 4 | Joe Perry                         | 3                                 |                                   |  |
|  |                                         |                                         | 2                                       | Mark Selby | 1 |                                   |                                   |                                   |  |
|  | 2                                       | Mark Selby                              | 2                                       | Mark Selby | 1 | 3                                 |                                   |                                   |  |
|  | 2                                       | Mark Selby                              |                                         |            |   |                                   |                                   |                                   |  |
|  | 3                                       | Shaun Murphy                            | 2                                       |            |   |                                   |                                   |                                   |  |

Joe Perry kvalificerade sig därmed för Premier League hösten 2008.